# Юзефово (Моґіленський повіт)
Юзефово (пол. Józefowo, нім. Josephowo) — село в Польщі, у гміні Моґільно Моґіленського повіту Куявсько-Поморського воєводства.
Населення — 133 особи (2011).
У 1975-1998 роках село належало до Бидгощського воєводства.

## Демографія
Демографічна структура станом на 31 березня 2011 року:
|          | Загалом | Допрацездатний вік | Працездатний вік | Постпрацездатний вік |
| -------- | ------- | ------------------ | ---------------- | -------------------- |
| Чоловіки | 65      | 12                 | 45               | 8                    |
| Жінки    | 68      | 16                 | 35               | 17                   |
| Разом    | 133     | 28                 | 80               | 25                   |